# Леннокс Льюис — Майкл Грант
Леннкос Льюис — Майкл Грант (англ. Lennox Lewis vs. Michael Grant) — боксёрский 12-раундовый поединок за титулы чемпиона мира по версиям WBC, IBF и IBO в тяжёлом весе, которые принадлежал Льюису. Поединок состоялся 29 апреля 2000 года в Нью-Йорке в помещении спортивного комплекса Madison Square Garden.

## Предыстория
13 ноября 1999 года состоялся поединок-реванш весе между чемпионами мира в тяжелом весе Ленноксом Льюисом (35-1-1) (чемпион по версии WBC) и Эвандером Холифилдом (36-3-1) (чемпион мира по версиям WBA и IBF ). Помимо трёх основных титулов, на кону в этом поединке стоял вакантный титул чемпиона мира по версии IBO и титул Абсолютного чемпиона. Этот поединок продлился все отведенные на него двенадцать раундов и завершился победой Льюиса единогласным судейским решением.
После победы над Холифилдом, согласно пункту прописному ещё в контракте на первый поединок «Холифилд — Льюис», Леннокс Льюис как чемпион мира по версии WBA должен был провести поединок с первым номером рейтинга этой организации. В то время первое место занимал британец Генри Акинванде, который проиграл Льюису в 1997 году ввиду дисквалификации в пятом раунде. Однако, вскоре у Акинванде был обнаружен гепатит, и предполагаемый поединок стало невозможно организовать.
После того как стало понятно, что поединок «Льюис — Акинванде II» не состоится, Леннокс Льюис заключил контракт на бой с непобежденным американским проспектом Майклом Грантом, на счету которого была 31 победа в 31 поединке. На протяжении нескольких лет в конце 1990-х годов Майкл Грант считался боксёром, который в будущем станет чемпионом мира. 20 ноября 1999 года Майкл Грант победил техническим нокаутом в 10-м раунде поляка Анджея Голоту и выиграл титул чемпиона по версии NABF. Однако в этом поединке Грант показал себя боксёром, у которого физические данные имеют значительное преимущество над техникой и умением. В то же время, фанаты бокса в США считали,  что единственным боксером, который может достойно противостоять Льюису является не их соотечественник Грант, а самоанец Дэвид Туа. В последующем, они раскритиковали Льюиса за выбор Майкла Гранта, популярность которого, после боя с Голотой существенно снизилась.
После того как Льюис подписал контракт на поединок с Майклом Грантом, WBA поставили первым номером своего рейтинга Джона Руиса, который параллельно занимал аналогичную позицию в рейтинге WBC. Апеллируя этим решением, промоутер Руиса — Дон Кинг потребовал от Льюиса отменить бой с Грантом и провести поединок с его подопечным, но Льюис отказался отменять запланированный на 29 апреля 2000 года поединок и предложил провести бой с Руисом в июле того же года. Затем Кинг обратился в WBA с требованием лишить Льюиса чемпионского титула, но получил отказ. После этого, он обратился в суд и выиграл его. В итоге Льюис был лишен титула чемпиона мира по версии WBA, и соответственно утратил титул Абсолютного чемпиона, а вакантный титул чемпиона мира по версии WBA был разыгран в поединке «Эвандер Холифилд — Джон Руис».

### Прогнозы
В боксёрском сообществе считали, что поединок между Льюисом и Грантом будет не зрелищным. Организатор боксёрских поединков Берт Уотсон высказал следующее мнение относительно боя — «Как бы они не заснули там прямо в ринге, а мы в зале и перед телевизорами». При этом Уотсон отмечал, что если преимущество в поединке будет на стороне претендента, то поединок  «может, получиться и очень интересным».

## Ход боя
Первый раунд поединка начался с атаки претендента, который смог несколько раз акцентированно ударить по чемпиону с правой руки. В середине раунда, Льюис смог несколько раз нанести акцентированные удары в голову Гранта. В числе прочих акцентированных  ударов Льюис пробил апперкот (удар снизу) и хук (боковой удар) с правой руки, что привело к тому, что за 1 минуту 25 секунд до окончания раунда Майкл Грант оказался в нокдауне. Грант поднялся и продолжил поединок. После возобновления поединка, Льюис продолжил наносить акцентированные удары в голову Гранта, и в итоге, тот будучи потрясенным отошел к канатам. Рефери поединка Артур Мерчент-младший, счёл, что Грант находиться в «стоячем» нокдауне, и менее чем за минуту до конца первого раунда начал отсчёт второго нокдауна. Грант вновь показал, что готов продолжать поединок, и бой вновь был возобновлен. В конце раунда Льюис пробил двуударную комбинацию левый джеб (прямой удар) — правый джеб, и за 12 секунд до окончания раунда претендент оказался в третьем нокдауне. Грант встал и рефери разрешил продолжить бой, но через секунду после этого, прозвучал гонг об окончании первого раунда.

## Андеркарт
Комментарий: Андеркарт — предварительные боксёрские бои перед основным поединком вечера.
В таблице перечислены результаты всех поединков боксёров.
В каждой строке указан результат поединка. Дополнительно номер поединка обозначен цветом, который обозначает итог поединка. Расшифровка обозначений и цветов представлена в нижеследующей таблице.
| Пример | Расшифровка                     |
| ------ | ------------------------------- |
|        | Победа                          |
|        | Ничья                           |
|        | Поражение                       |
|        | Планируемый поединок            |
|        | Поединок признан несостоявшимся |
| КО     | Нокаут                          |
| ТКО    | Технический нокаут              |
| PTS    | Решение судей (по очкам)        |
| UD     | Единогласное решение судей      |
| MD     | Решение большинства судей       |
| SD     | Раздельное решение судей        |
| RTD    | Отказ от продолжения боя        |
| DQ     | Дисквалификация                 |
| NC     | Поединок признан несостоявшимся |